# Solar Wind Composition Experiment

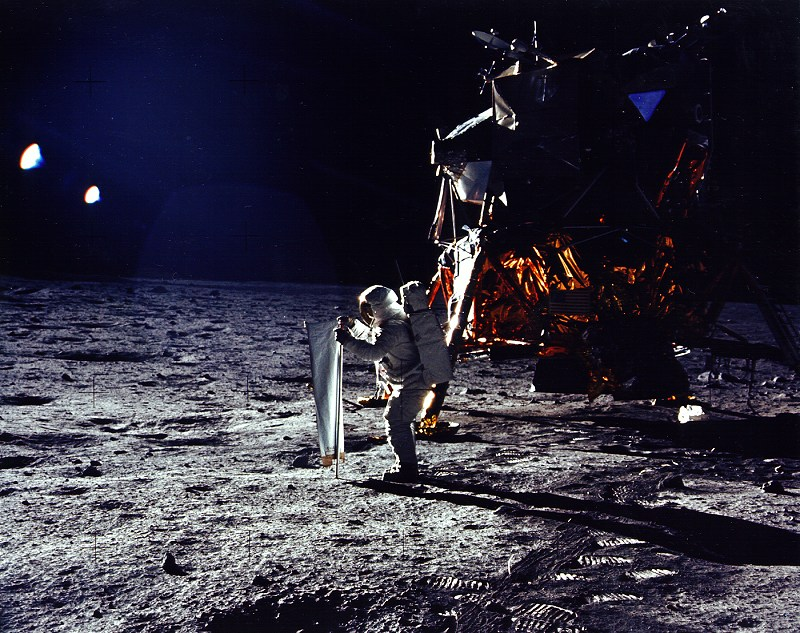
Aldrin beim Ausrichten des Berner Sonnenwindsegels (Foto: Apollo 11, NASA-Bild AS11-40-5872)

Das Solar Wind Composition (SWC) Experiment war das einzige nichtamerikanische Experiment der Apollo-11-Mission. Dabei wurden Partikel des Sonnenwindes in einer exponierten Aluminiumfolie eingefangen und nach der Rückkehr vom Mond im Labor analysiert. Das Target mit einer Größe von 1,40 Meter mal 0,3 Meter ist als Sonnenwindsegel bekannt und wurde am 21. Juli 1969 von Astronaut Buzz Aldrin noch vor der amerikanischen Flagge in den Boden des Mondes gesteckt, um keine wertvolle Zeit für dieses Experiment zu verlieren.
Das Experiment wurde maßgeblich von Johannes Geiss am Physikalischen Institut der Universität Bern, Schweiz, geplant und ausgewertet. Zu den Ergebnissen zählen die Isotopenverhältnisse der Edelgase Helium, Neon und Argon im Sonnenwind, Obergrenzen für eine Atmosphäre und ein Magnetfeld des Mondes (aus der engen Richtungsverteilung der Partikelspuren im Aluminium) sowie Hinweise auf die Beschleunigungsmechanismen (aus der Energieverteilung). Das einfache, leichtgewichtige und erfolgreiche Experiment wurde bei allen Mondmissionen, mit Ausnahme der letzten Mission Apollo 17 und der fehlgeschlagenen Apollo-13-Mission, wiederholt. Bei der letzten Durchführung bei Apollo 16 bestanden zwei Segmente des Segels aus Platinfolie, die eine intensivere Reinigung erlaubte.
Das ganze Gerät hatte ein Gewicht von 430 Gramm, was dem Experiment aus Bern aus Astronautenkreisen das Kompliment «most science per pound» eintrug. NASA-Wissenschaftsdirektor Thomas H. Zurbuchen beschrieb die Ergebnisse des Solar Wind Composition Experiments während der Jubiläumsfeierlichkeiten in Bern im Juni 2019 als «unglaublich wichtige Messung».

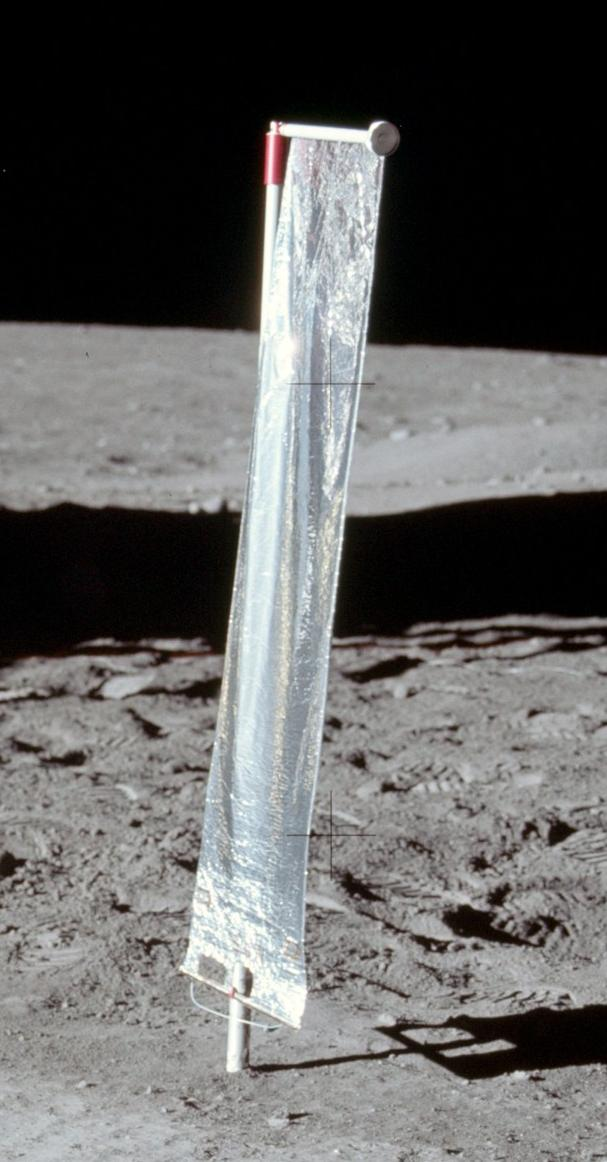
Sonnenwindsegel (Foto: Apollo 11, Ausschnitt NASA-Bild AS11-40-5916)
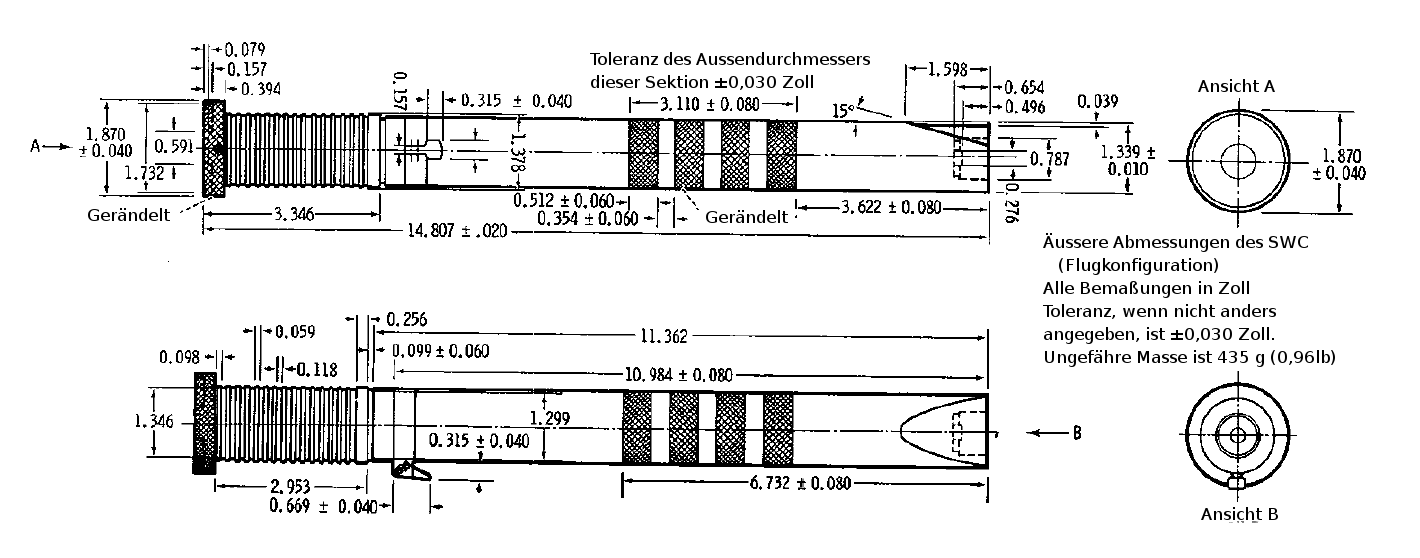
Zeichnung des Sonnenwindsegels in Transportkonfiguration
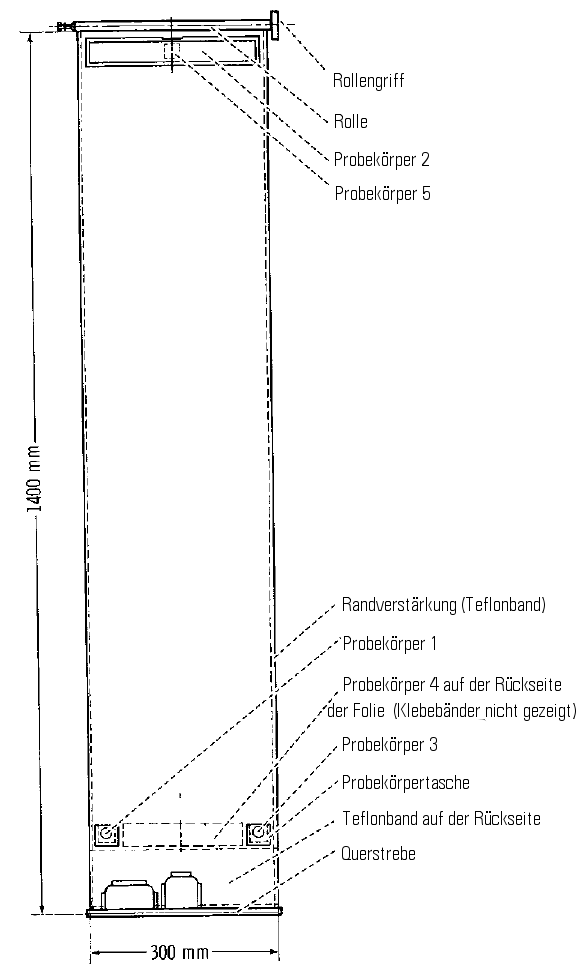
Zeichnung des Sonnenwindsegels von Apollo 11
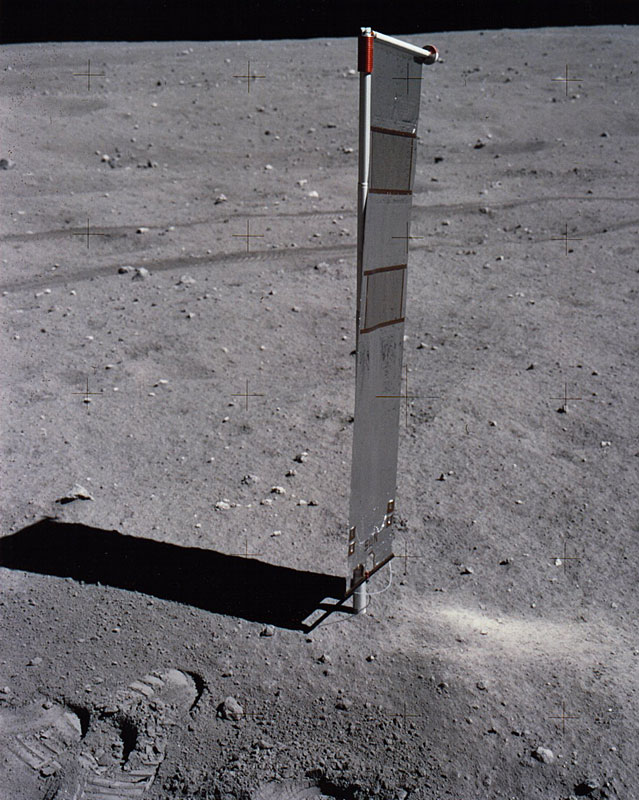
Modifiziertes Sonnenwindsegel (Foto: Apollo 16, NASA-Bild AS16-117-18849)